# Vital Signs (Survivor)
Vital Signs è il quinto album in studio del gruppo musicale statunitense Survivor, pubblicato nel 1984. Con questo lavoro, che vede l'entrata del nuovo cantante Jimi Jamison, la band tornò al successo.
L'album fu anticipato dal singolo The Moment Of Truth che divenne nel 1984 la colonna sonora del film Karate Kid - Per vincere domani. Il brano ebbe un buon successo e si piazzò 63º nella Billboard Hot 100 negli Stati Uniti. Altri singoli dell'album sono quelle canzoni che divennero i cavalli di battaglia della band, come la ballata The Search Is Over (4º posto in classifica), I Can't Hold Back (13º in classifica) e High On You (8º in classifica). Ultimo singolo dell'album fu First Night piazzatosi 54º nella Billboard Hot 100 nel settembre 1985.
In quel periodo la band registrò anche Burning Heart, un brano che divenne colonna sonora del film Rocky IV, e che è nella storia della band il secondo singolo di maggior successo dopo Eye of the Tiger. Il 1984 e il 1985 segnarono dunque la ripresa commerciale del gruppo.

## Tracce
1. I Can't Hold Back – 3:59
2. High on You – 4:09
3. First Night – 4:17
4. The Search Is Over – 4:13
5. Broken Promises – 4:01
6. Popular Girl – 3:39
7. Everlasting – 3:52
8. It's the Singer, Not the Song – 4:34
9. I See You in Everyone – 4:26
10. The Moment Of Truth – 3:45

## Formazione
- Jimi Jamison - voce
- Frankie Sullivan - chitarra
- Jim Peterik - chitarra/tastiera
- Stephan Ellis - basso
- Marc Droubay - batteria